# 蔡意橋
蔡意橋是香港新界屯門區的一條行車橋樑，跨越屯門河中游之上，連接大興與屯門新墟兩地，也成為大興南部一帶地方名稱。

## 簡介
蔡意橋的「蔡意」據稱乃紀念元朗十八鄉的一名富商兼慈善家蔡意，他在政府發展屯門新市鎮之前曾擁有蔡意橋一帶的農地，並自資興建了一條跨越屯門河的橋樑，直到政府發展屯門新市鎮時收回該處農地和橋樑，便將這條橋樑命名為「蔡意橋」。
原橋位於新墟大街，即現在康麗花園，另一邊為竹園村村口，即現在好收成工業大廈對出。只供單車及行人使用，橋邊亦設有渡頭可供坐船到屯門后角天后廟。后來橋於六零年代斷了，沒有重修，就將新青橋改在今蔡意橋。
現蔡意橋（原名新青橋）建於1960年，當年新青橋，時常水浸，尤其雨天，風雲變色時，非常恐怖，意外頻生。住在附近竹園村的人最清楚明白，因橋兩邊無欄，故當年使用此橋非常危險。
最初是人車共用，汽車雙線來往。後來政府將之改建，將行車線與行人路明確分開，並改為單線行車。後期更於蔡意橋南面興建一條平行的有蓋行人橋疏導人流。蔡意橋北面則有一條大型輸水管。

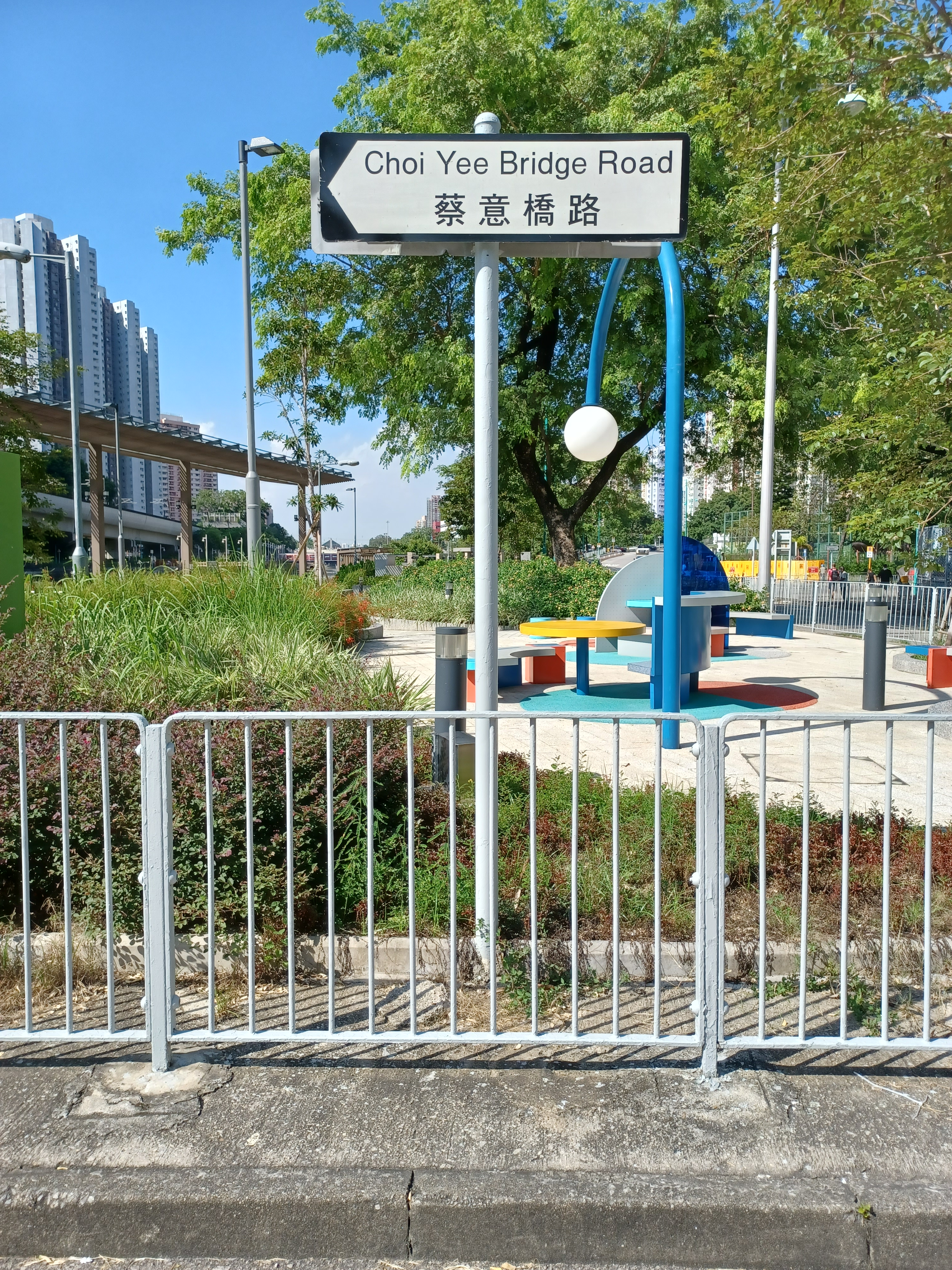
蔡意橋路路牌，使用拼法為「Choi Yee Bridge」

1985年2月16日，屯門區議會召開會議為香港輕鐵屯門區各車站命名，決定將「大興橋站」改名蔡意橋站，但英文拼法不同。路牌拼法為Choi Yee Bridge，紀念碑拼法為Choy Yees Bridge，但車站站牌拼法為Choy Yee Bridge。